# Тетранітропентаеритрит
ТЕН, Тетранітропентаеритрит (рос. ТЭН, пентаэритриттетранитрат, тетранитропентаэритрит, пентрит, ниперит, англ. pentaerythrittetranitrate, nitropenta, PETN; нім. Pentaerythrittetranitrat n, Nitropenta f) — C5H8(ONO2)4, потужна бризантна вибухова речовина (ВР). Являє собою білу кристалічну речовину з температурою плавлення 141,3 °С і густиною 1,77. Тетранітропентаеритрит має високу чутливість до механічних впливів. Негігроскопічний.

## Історія
Тетранітропентаеритрит вперше був отриманий і запатентований 1894 року виробником вибухових речовин Райніш-Вестфеліше Шпренґштофф АҐ (Rheinisch-Westfälische Sprengstoff AG) з Кельна, Німеччина. Виробництво ТЕНу почалося 1912 року, коли уряд Німеччини запатентував вдосконалений метод виробництва цієї речовини. Німецькі військовики використовували ТЕН під час Першої світової війни. Також його використовували в автоматичних гарматах MG FF/M і багатьох інших системах зброї Люфтваффе під час Другої світової війни.

## Вибухові властивості
Теплота вибуху 5650 кДж/кг, об'єм газоподібних продуктів 790 л/кг, розширення у свинцевій бомбі 500 см³, швидкість детонації при густині 1,6–8,3 км/с. Тетранітропентаеритрит характеризується високою здатністю до детонації (граничний ініціюючий заряд гримучої ртуті 0,17 г, азиду свинцю 0,03 г), критичний діаметр детонації 1–1,5 мм.
ТЕН належить до числа найбільш чутливих до механічних дій серед бризантних вибухових речовин. При прострілі кулею вибухає. Горить енергійно, білим полум’ям, без кіптяви, горіння може перейти в детонацію. З металами хімічно не взаємодіє.
Тетранітропентаеритрит застосовується як вторинний заряд у капсулях-детонаторах, в детонуючих шнурах, а також у шашках-детонаторах, в яких, крім ТЕНу, використовується його сплав із тротилом (пентоліт).
| Густина                                   | 1,77 г/см³        |
| Температура плавлення                     | 138–140 °С        |
| Температура спалахування                  | 205–210 °С        |
| Температура вибуху                        | [уточнити]        |
| Швидкість детонації                       | 8350 м/с          |
| Тротиловий еквівалент                     | 1,4               |
| Фугасність                                | 450–500 см³       |
| Бризантність за Гесом                     | 24 мм             |
| Чутливість до удару за стандартною пробою | 100%              |
| Чутливість до тертя з піском              | 240 кгс/см²       |
| Чутливість до тертя без піску             | 2300–3000 кгс/см² |